# Купа на Аматьорската футболна лига 2000/01
Тази страница представя турнира за Купата на Аматьорската футболна лига, проведен през сезон 2000/01.

## Четвъртфинали
| Феърплей-Порт (Варна)     | 0:0, с дузпи 4:3 | Локомотив (Русе)  |
| Монтана 1921 (Монтана)    | 1:2              | Ловико (Сухиндол) |
| Миньор (Бобов дол)        | ?:?              | ?                 |
| Сиера 2000 (Димитровград) | 2:1              | Родопа (Смолян)   |

## Полуфинали
| Феърплей-Порт (Варна)     | 2:1              | Ловико (Сухиндол)  |
| Сиера 2000 (Димитровград) | 1:1, с дузпи 6:5 | Миньор (Бобов дол) |

## Финал
| 17 май 2001, Стадион „Славия“, гр. София |     |                       |
| Сиера 2000 (Димитровград)                | 2:1 | Феърплей-Порт (Варна) |